# Gilda (cantante)
Miriam Alejandra Bianchi (Buenos Aires, 11 de octubre de 1961-Villa Paranacito, Entre Ríos, 7 de septiembre de 1996), más conocida como Gilda, fue una cantante y compositora argentina. Es considerada una de las máximas exponentes de la cumbia tropical en Argentina gracias a su exitosa carrera de apenas seis años, que aportó a la popularización del género a mediados de los noventa. Debido a su carismática y entrañable personalidad, sumada a su trágica muerte en su apogeo artístico, Gilda se convirtió en un ícono popular argentino que incluso ha llegado a ser considerada como una santa popular y una santa pagana, a la que se le han atribuido milagros y han sido razón para su veneración por varios ciudadanos argentinos. 
Nacida en Villa Devoto, Gilda era originalmente una maestra jardinera, que luego de ver un anuncio en un periódico donde buscaban vocalistas femeninas para un grupo de cumbia tropical, decidió volcarse por el espectáculo, a pesar de la fuerte oposición de su familia. Tras conocer al compositor y tecladista Toti Giménez, quien la convenció de lanzarse como solista, Gilda se destacó rápidamente dentro del género de cumbia tropical, que hasta ese entonces conservaba un lugar marginal dentro de la escena musical argentina, gracias al lanzamiento de sus álbumes De corazón a corazón (1992) y La única (1993). Con el lanzamiento de Pasito a pasito (1994) y Corazón valiente (1995), se terminaría de establecer como uno de los mayores referentes del género.
El 7 de septiembre de 1996, en el medio de una gira por el interior del país, Gilda falleció trágicamente en un accidente de tránsito cuando su micro que la transportaba chocó. El alto impacto mediático que tuvo su muerte le forjarían una reputación de una santa y en el lugar de su muerte se le construyó un santuario, ubicado en el kilómetro 129 de la ruta 12, en Entre Ríos, Argentina, que es visitado por peregrinos devotos y fanáticos que le profesan culto. Allí también se conservan los restos del micro en el que falleció junto a sus acompañantes. El interior del transporte se utilizó para montarle otro templo de adoración religioso.
Sumado a sus cuatro álbumes de estudio que lanzó en el tiempo que estaba viva, tras su fallecimiento se han lanzado cuatro álbumes póstumos y ocho álbumes recopilatorios que continuaron siendo catalogados en platino y oro, sumado a la película biográfica Gilda (2016), protagonizada por Natalia Oreiro, que continuaron dándole relevancia décadas después de su carrera musical.

## Biografía y carrera
Miriam Alejandra Bianchi nació el 11 de octubre de 1961 en el barrio de Villa Devoto de la ciudad de Buenos Aires, Argentina, siendo la hija mayor de Omar Eduardo Bianchi, un empleado público, y de Isabel Scioli, una profesora de piano. Tenía un hermano menor homónimo a su padre.  
Comenzó el profesorado de educación física, pero debió interrumpirlo en 1977 al fallecer su padre, razón por la cual debió hacerse cargo del hogar, heredando su puesto administrativo en Rentas. Posteriormente, estudió profesorado de educación inicial, profesión que ejerció un par de años hasta que la abandonó en 1992 para dedicarse a su carrera musical. Se casó en 1984 con el empresario Raúl Cagnin con quien tuvo dos hijos, Mariel y Fabrizio Cagnin, divorciándose una década después, ya que él no aceptaba su idea de dedicarse a la música. Su canción «No me arrepiento de este amor» fue basada en la ruptura amorosa de su exesposo, de quien sus compañeros de banda afirman que, pese a estar separada, nunca pudo superar esa relación. 
Su carrera comenzó cuando respondió a un aviso en un periódico, donde pedían vocalistas para un grupo musical. Su voz y carisma le garantizaron un lugar en una banda de género tropical, y su familia cedió después de una oposición tenaz, a que incursionara en el mundo del espectáculo y en especial de la bailanta, que aún en ese tiempo no se encontraba introducida de forma masiva en los públicos de clase media y alta de Argentina. En los comienzos de su nueva carrera, conoció a Juan Carlos «Toti» Giménez, compositor y tecladista (quien en 1991 la sugiere para sumar voces en un par de temas del séptimo disco del conjunto Las Primas). Más tarde, se convirtieron en pareja artística y se rumoreaba que tuvieron un romance sentimental. En un momento se habría supuesto que fue un invento de Giménez por mutuo acuerdo con ella porque el ambiente bailantero era complejo para una mujer sola de clase media.
Posteriormente, tras la muerte de Gilda, Giménez negó todo tipo de vínculo sentimental, afirmando que fue una relación breve y que personalmente fuera del ámbito profesional tenían muy mala relación. Algunos miembros de la banda de la época negaron todo tipo de relación sentimental.

### Fallecimiento

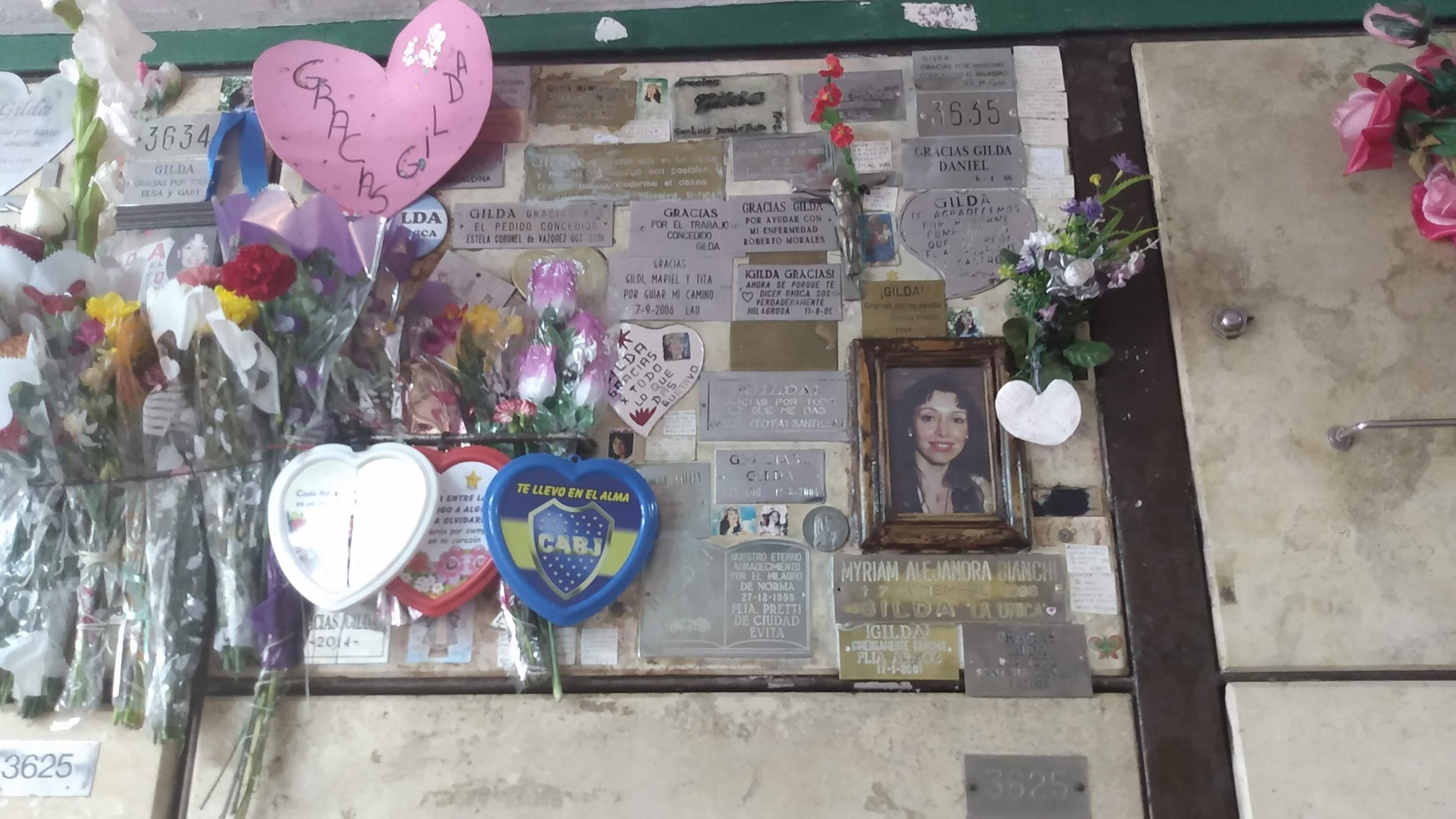
Tumba de Gilda en el Cementerio de la Chacarita (la tumba de la izquierda es la tumba de su hija, Mariel).

El 7 de septiembre de 1996, Gilda se encontraba trasladándose en su autobús de giras junto a Isabel Scioli, su madre; Mariel, su hija mayor; Fabrizio, su hijo; Toti, su productor y tres músicos de su banda. Mientras el vehículo con dirección a provincia de Entre Ríos se encontraba transitando por el kilómetro 129 de la Ruta Nacional 12, un camión los embistió, falleciendo en el acto a los 34 años, como así también su madre, su hija, sus músicos y el conductor del micro. Los únicos sobrevivientes del choque fueron su hijo y su productor. Su cuerpo, junto al de su madre y su hija, fueron sepultados en criptas del Cementerio de la Chacarita, ubicado en la ciudad de Buenos Aires.

## Legado
Desde antes de su muerte, muchos fanáticos le atribuyen la condición de santa popular debido a que creen que ha realizado varios milagros.
En 2012 el Grupo Editorial Planeta publicó su única biografía autorizada denominada Gilda, la abanderada de la bailanta, a cargo del periodista y escritor Alejandro Margulis.
En 2015 se estrenó en Buenos Aires la obra de teatro Gilda, escrita y protagonizada por Florencia Berthold, con dirección de Iván Espeche.
En 2016, al cumplirse el vigésimo aniversario de su fallecimiento, se estrenó la película Gilda, protagonizada por Natalia Oreiro, con la participación de algunos de sus músicos como Daniel de la Cruz, Marcelo Inamorato, Edwin Manrique, Jordán Otero y Manuel Vázquez.
En 2018 fue anunciada una serie de trece capítulos sobre la vida de Gilda, Yo soy Gilda: amar es un milagro, protagonizada por Brenda Asnicar, que aún está próxima a estrenarse.

## Discografía

### Álbumes de estudio
- 1992: De corazón a corazón, Disgal S. A., Magenta (reeditado en 1996 como Si hay alguien en tu vida).
- 1993: La única (Clan Music). Reeditado en 1997 por Universal Music y en 2006 por Leader Music.
- 1994: Pasito a pasito con... Gilda  (Clan Music). Reeditado en 1997 por Universal Music. En 2006 por Leader Music como No me arrepiento de este amor.
- 1995: Corazón valiente (disco de oro en Argentina y doble platino), Leader Music.

### Álbumes póstumos
- 1997: Entre el cielo y la tierra (Leader Music)
- 1997: Gilda - Un sueño hecho realidad Vol 1 (Magenta)
- 1999: Las alas del alma (Leader Music)
- 1999: Gilda - Un sueño hecho realidad Vol 2 (Magenta)

### Recopilatorios
- 1997: Los más grandes éxitos (Leader Music)
- 1997: Por siempre Gilda (Universal Music)
- 2004: Grandes éxitos en vivo (Leader Music)
- 2004: Los más grandes éxitos (Leader Music)
- 2011: 20 grandes éxitos (Leader Music)
- 2012: Gilda (Magenta)
- 2014: Grandes éxitos (Magenta)
- 2016: Un amor verdadero (Leader Music)

### Álbumes de remixes
- 1997: Gildance (Magenta)
- 2006: Megamix (24 hits), Leader Music

## Premios y nominaciones

### Premios Carlos Gardel
| Año  | Categoría                                  | Trabajo                    | Resultado | Ref.   |
| ---- | ------------------------------------------ | -------------------------- | --------- | ------ |
| 1999 | Mejor artista popular/bailantero           | Entre el cielo y la tierra | Ganadora  | [ 18 ] |
| 2000 | Mejor artista femenina tropical/bailantero | Las alas del alma          | Ganadora  | [ 19 ] |